# Chim yến Úc

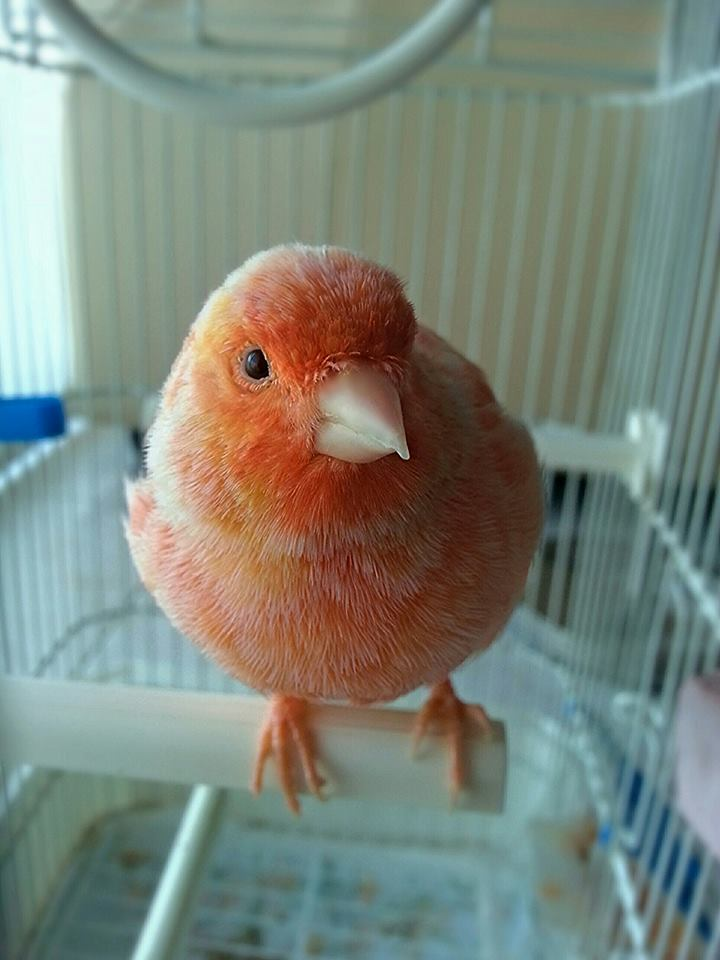
Một dòng chim yến Úc

Chim yến Úc (Australian Plainhead) hay chim yến màu là một giống chim yến nhà được lai tạo cho mục đích thưởng lãm dáng vẻ và màu sắc, trái ngược với các giống chim thưởng lãm giọng hót. Giống chim yến này được phát triển thông qua chọn giống và vẫn là loài duy nhất được tạo ra ở Úc.

## Lịch sử
Chim yến Úc có nguồn gốc ở Norwich, Anh và đã trở thành một chương trình phổ biến nhiều loại ở Úc. Vào những năm 1930, sự khác biệt giữa tiêu chuẩn của các nhà lai tạo của bang Victoria và các tiêu chuẩn hiện đại hơn của Anh đã tạo ra sự phân chia thành các dòng. Nhiều thập kỷ sau, sau khi những dòng chim Norwich hiện đại đã phần lớn thay thế những con chim theo phong cách cổ điển từ Victoria.
Có một câu lạc bộ được bắt đầu vào năm 1953 để bảo tồn giống cũ được đổi tên giống chim này. Đến năm 1991, số lượng chim hoàng yến ở Úc đã giảm xuống còn khoảng 460 con. Trong khi chim yến Úc vẫn là một giống hiếm, ngày nay nó lan rộng hơn nhiều với các loài chim đang được lai tạo trên khắp Australia và ở Mỹ.

## Màu sắc
Chim yến Úc là một "loại chim hoàng yến", chủ yếu được đánh giá theo hình dạng của nó (gọi là dòng). Mặc dù điều này, giống này cũng được ghi nhận về chất lượng màu sắc và lông vũ của nó. Chim yến Úc có thể là màu xanh lá cây, xanh dương (xám), vàng, trắng, quế, nâu vàng và biến thể. Cho thấy chim có thể là có sắc màu hình thành trong suốt quá trình thay lông, tạo cho lông mới màu da cam, nhưng điều này là tùy thuộc. Những con chim được trưng bày trong một chiếc hộp có hình lồng với nội thất trắng. Chim yến ở Úc thường sinh sản tốt với sự chăm sóc, trong khi nhiều loài chim hoàng yến khác đòi hỏi phải nuôi con sau, chim yến của Úc không kén ăn.